# Hotel Černigov

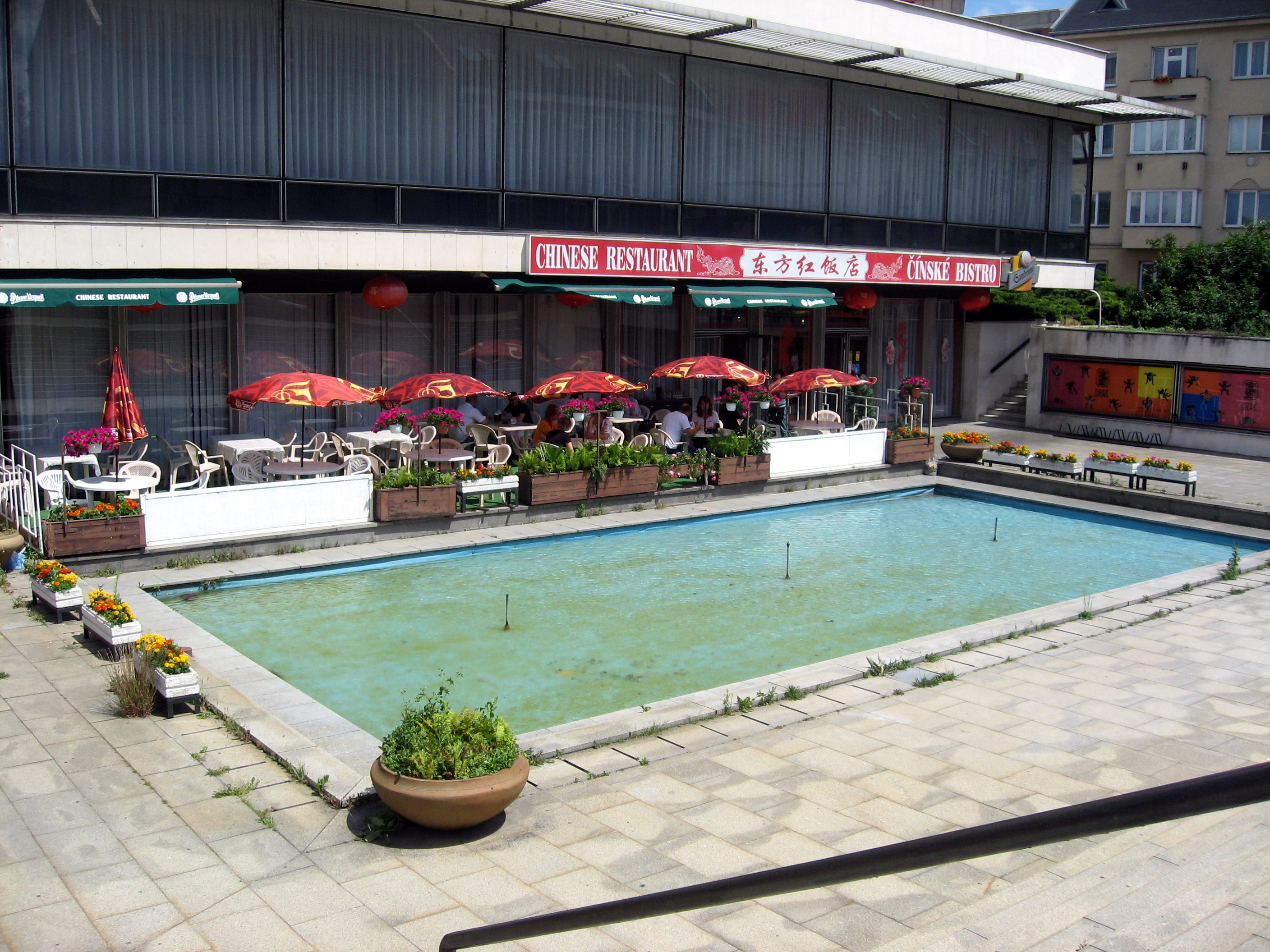
Venkovní posezení s bazénem

Hotel Černigov na Pražském Předměstí (Riegrovo náměstí čp. 1494) v Hradci Králové byl vybudován v letech 1968–1975 podle návrhu arch. Jana Zídky a autorem statického řešení byl František Čížek. V roce svého otevření měl nést jméno Hotel Regina, několik týdnů před slavnostním zahájením provozu byl přejmenován podle družebního města Černihiv. V té době měl tento 15patrový objekt 231 pokojů a 583 lůžek.

## Stavební popis
Hotel je 55 m vysoký (v plánech měl být vysoký 52 m) monolitický železobetonový solitérní objekt o 15 podlažích, který je členěný na horizontální podnož s převážně společenskými funkcemi a vertikální hotelovou část. Fasáda je obložena bílým jugoslávským vápencem, okna kavárny ve 14. podlaží do noci svítí oranžově.
Podle ředitele NPÚ v Josefově Jiřího Balského jsou v hotelu památkově cenná „původní interiérová řešení a vybavení, například mramorová dlažba v přízemí, dřevěné obklady stěn salónků a zejména interiér taneční kavárny a klubovny ve 14. podlaží“. Navíc je třeba zmínit, že vpravo od vchodu se nachází figurální sochařský doprovod v ženské postavě s mísou hojnosti, jež má zpodobňovat pohostinství. Jde o dílo sochaře Ladislava Zemánka.
Na výzdobě interiérů se dále podíleli Hugo Demartini či Jaroslav Vožniak.

## Historie
Hotel byl postaven v letech 1968–1975 podle návrhu arch. Jana Zídky a autorem statického řešení byl František Čížek. V roce svého otevření, tj. roku 1975, měl nést jméno Hotel Regina, několik týdnů před slavnostním zahájením provozu byl přejmenován podle družebního města Černihiv, a to i přes to, že byl vybaven veškerým inventářem hotelu, označeným logem Regina, který obsahoval mj. královskou korunku. V té době měl tento 15patrový objekt 231 pokojů a 583 lůžek. Stavba hotelu, prováděná královéhradeckými Pozemními stavbami, si vyžádala na 77 milionů korun.
Slavnostní otevření hotelu se uskutečnilo 8. prosince 1975. Svému účelu začal sloužit 19. prosince téhož roku. Na přelomu 70. a 80. let se stal výstavní síní krajského města v oblasti ubytování i pohostinských služeb. Sem mířily republikové i zahraniční delegace, turistické zájezdy, plenární zasedání, konference apod. Přichází také řada různých ocenění. V roce 1983 byl na pololetní konferenci ROH Restaurací a jídelen Hradec Králové vyhodnocen ve vnitropodnikové socialistické soutěži na prvním místě ve své kategorii. Následujícího roku zase obdržel čestné uznání od rady ONV šéfkuchař Rudolf Přibyl.

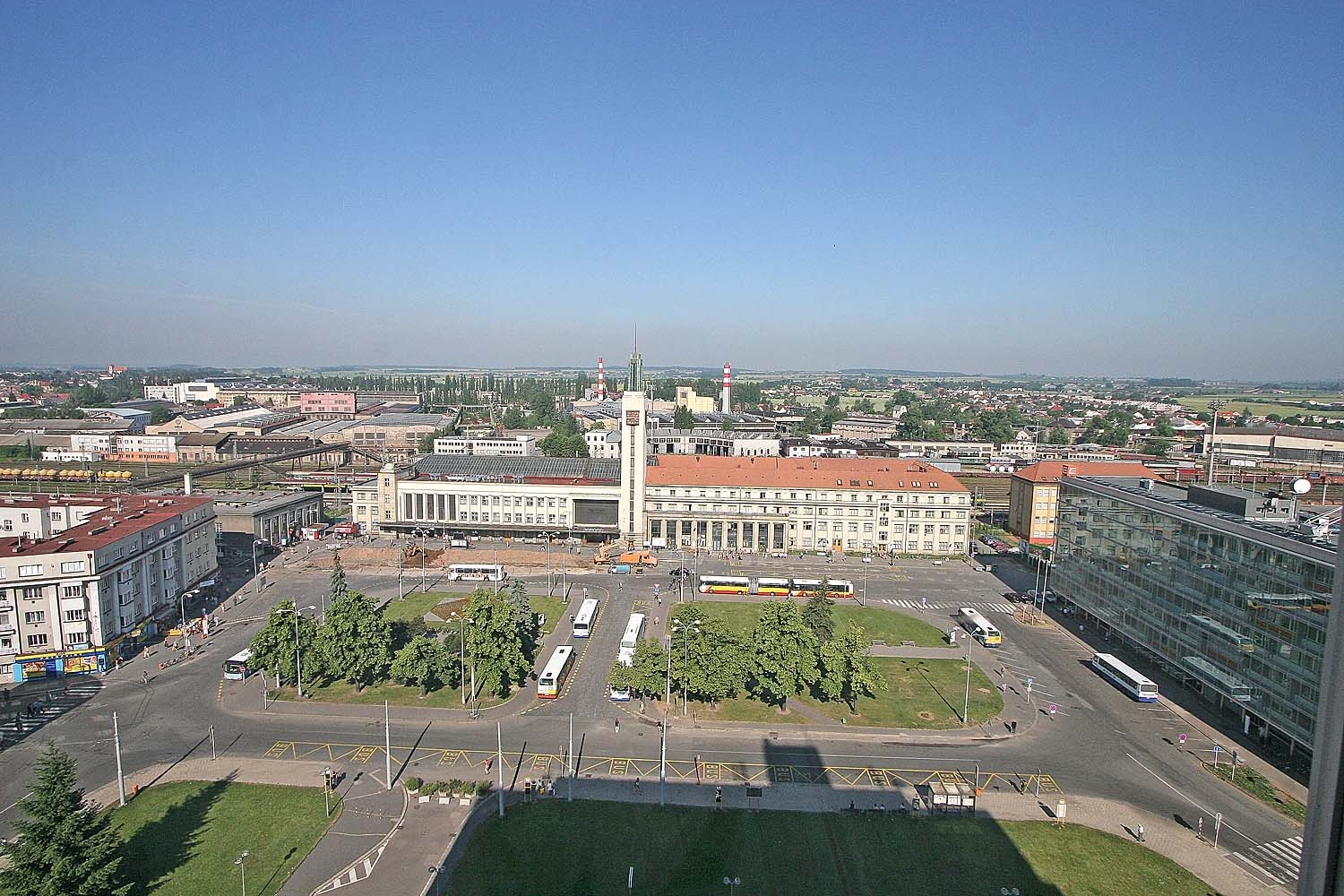
Pohled na Hlavní nádraží z nejvyššího patra hotelu

V roce 1992 byla Fondem národního majetku ČR založena akciová společnost (1992 ČERNIGOV Hradec Králové a. s., 1992–1998 Hotel Černigov Hradec Králové a. s., 1998–2006 Hotel Černigov a. s.). V zakladatelské listině učiněné ve formě notářského zápisu ze 22. dubna 1992 bylo rozhodnuto o schválení jejích stanov a jmenování členů představenstva a dozorčí rady. V roce 2006 zanikla bez likvidace převodem obchodního jmění na hlavního akcionáře společnost Amber Hotels s. r. o., která se stala jejím právním nástupcem.
Roku 1998 vlastnila hotel maltská společnost Corinthia Group, když odkoupila společnost Top.Spirit a. s., založenou v roce 1993 ing. Jiřím Legnerem. To vyvolalo velké problémy, protože byla vlastněna libyjským kapitálem a hotely z této skupiny se ocitly na černé listině pro občany USA. V letech 2004–2007 byl hotel provozován firmou Legner Hotels International jako Amber Hotel Černigov. 1. dubna 2008 zahájila provozování hotelu společnost CPI Hotels.

## Současnost
Nový provozovatel CPI Hotels naplánoval rekonstrukci objektu a přístavbu 2 pětipodlažních objektů. Na místě dnešního parkoviště, které má být nahrazeno podzemním stáním, chce firma postavit kongresové centrum Rieger Plaza a kancelářskou budovu s obchody a službami. Hotel chce povýšit a zařadit jej do sítě čtyřhvězdičkových zařízení značky Clarion s prvotřídním konferenčním zázemím. Roku 2010 dala tomuto projektu zelenou královéhradecká radnice. Naopak syn architekta Zídky a mnoho dalších občanů se snažilo demolici zabránit, nejprve formou petice, později návrhem na prohlášení hotelu za kulturní památku., což se jim nepodařilo. K demolici mělo dojít v roce 2020, avšak vlivem pandemie a krize ubytovacích zařízení, zatím ke zbourání hotelu nedošlo.
V roce 2012 měl hotel 210 standardně vybavených pokojů včetně 10 apartmá, kongresový sál pro 500 osob, 6 salonků, restaurant Secese s 220 místy a lobby bar.